# سیارک ۲۷۶۵۷
سیارک ۲۷۶۵۷ (به انگلیسی: 27657 Berkhey، نامگذاری:1974PC) بیست و هفت هزار و ششصد و پنجاه و هفتمین سیارک کشف شده‌است که در ۱۲ اوت ۱۹۷۴ کشف شد.